# Teng Wei
Teng Wei (21 de maio de 1974) é uma futebolista chinesa que atua como meia.

## Carreira
Teng Wei integrou o elenco da Seleção Chinesa de Futebol Feminino, nas Olimpíadas de 2004. 